# Netsai Mukomberanwa
Netsai Mukomberanwa là một nhà điêu khắc người Zimbabwe nổi tiếng. Cô là một nhà điêu khắc nghệ thuật Shona thế hệ thứ hai làm việc với đá như một phương tiện. Cô dành buổi chiều sản xuất công việc của mình tại trang trại gia đình ở Ruwa; công việc chính của cô là một giáo viên trường học.
Cô là thành viên của gia đình nghệ sĩ nổi tiếng Mukomberanwa. Cô là con gái của Nhà điêu khắc nghệ thuật Shona thế hệ đầu tiên Nicholas Mukomberanwa và Grace Mukomberanwa. Cô là em gái của các nhà điêu khắc Anderson, Ennica, Taguma, Tendai Mukomberanwa và Lawrence Mukomberanwa, và anh em họ của Nesbert Mukomberanwa.

## Giải thưởng
- Giải thưởng Điêu khắc Phụ nữ Trẻ - Giải thưởng Bằng khen 2004 [1]
- Thành viên ban chỉ đạo ngành nghệ thuật thị giác Harare [2]